# Episodi di Madam Secretary (prima stagione)
La prima stagione della serie televisiva Madame Secretary è stata trasmessa negli Stati Uniti dalla CBS dal 21 settembre 2014 al 3 maggio 2015.
In Italia la stagione è andata in onda su Rai 2 dal 5 settembre
al 4 ottobre 2016.
| nº | Titolo originale               | Titolo italiano            | Prima TV USA      | Prima TV Italia   |
| -- | ------------------------------ | -------------------------- | ----------------- | ----------------- |
| 1  | Pilot                          | Una donna alla Casa Bianca | 21 settembre 2014 | 5 settembre 2016  |
| 2  | Another Benghazi               | Un'altra Bengasi           | 28 settembre 2014 | 6 settembre 2016  |
| 3  | The Operative                  | L'agente operativo         | 5 ottobre 2014    | 7 settembre 2016  |
| 4  | Just Another Normal Day        | Un giorno come gli altri   | 12 ottobre 2014   | 8 settembre 2016  |
| 5  | Blame Canada                   | Doppio gioco               | 19 ottobre 2014   | 9 settembre 2016  |
| 6  | The Call                       | La chiamata                | 26 ottobre 2014   | 12 settembre 2016 |
| 7  | Passage                        | Passaggio                  | 2 novembre 2014   | 13 settembre 2016 |
| 8  | Need to Know                   | Informazioni necessarie    | 9 novembre 2014   | 14 settembre 2016 |
| 9  | So it Goes                     | Così è la vita             | 16 novembre 2014  | 15 settembre 2016 |
| 10 | Collateral Damage              | Danni collaterali          | 23 novembre 2014  | 16 settembre 2016 |
| 11 | Game On                        | Gioco di squadra           | 30 novembre 2014  | 19 settembre 2016 |
| 12 | Standoff                       | Nostalgia                  | 4 gennaio 2015    | 20 settembre 2016 |
| 13 | Chains of Command              | Catene di comando          | 11 gennaio 2015   | 21 settembre 2016 |
| 14 | Whisper of the Ax              | La spada di Damocle        | 1º marzo 2015     | 22 settembre 2016 |
| 15 | The Ninth Circle               | Il nono cerchio            | 8 marzo 2015      | 23 settembre 2016 |
| 16 | Timerlane                      | Tamerlano                  | 15 marzo 2015     | 26 settembre 2016 |
| 17 | Face the Nation                | Il futuro dei nostri figli | 22 marzo 2015     | 27 settembre 2016 |
| 18 | The Time is at Hand            | Il settimo messaggero      | 29 marzo 2015     | 28 settembre 2016 |
| 19 | Spartan Figures                | Sull'orlo del baratro      | 5 aprile 2015     | 29 settembre 2016 |
| 20 | The Necessary Art              | L'arte necessaria          | 12 aprile 2015    | 30 settembre 2016 |
| 21 | The Kill List                  | La lista nera              | 26 aprile 2015    | 3 ottobre 2016    |
| 22 | There But For the Grace of God | Dimenticare Baghdad        | 3 maggio 2015     | 4 ottobre 2016    |